# Ejnar Wåhlin
Ejnar Samuel Wåhlin, född den 9 november 1909 i Lidingö, död 7 januari 1996 i Stockholm, var en svensk civilingenjör som arbetade teoretiskt och praktiskt med att klassificera facklitteratur och kunskap, och var redaktör för ett uppslagsverk.

## Biografi
Einar Wåhlin var son till Samuel Wåhlin. Han avlade studentexamen 1927 och avgångsexamen vid Kungliga tekniska högskolan 1933. Han blev ingenjör vid Vattenfallsstyrelsens brobyrå 1934, dess brokontrollant i Jämtlands län 1935, anställd vid Vattenbyggnadsbyrån 1937, vid arméförvaltningen 1939 och vid Hammarforsens kraftaktiebolag 1942, anställd vid tidskriften Byggmästaren som huvudred för handboken Bygg 1943–1951, och var sedan VD för Bokförlaget Fakta och huvudredaktör för encyklopedin Fakta: Koncentrerad kunskapsbok i sju band. Wåhlin är begravd på Lidingö kyrkogård.

## Klassificeringsidéernas framväxt
Wåhlins först publicerade verk var Bygg: Handbok för hus‑, väg‑ och vattenbyggnad, som utgavs av Tidskriften Byggmästarens förlag 1947–1953 (senaste upplaga 1972). Under detta arbete kom han till uppfattningen att teknisk litteratur och vetenskaplig litteratur skulle behöva klassificeras bättre för att de som behöver informationen skulle kunna finna den. Han började därför dra upp riktlinjer för ett ”begreppssystem” för klassificering av facklitteratur. Han utvidgade efterhand sitt begreppssystem till ett universalsystem för klassificering av all kunskap.

## Arbete med begreppssystemet och klassificeringsprinciper
Ejnar Wåhlins huvudtanke var att allt vetande kan grovsorteras i tre avdelningar som åtskiljs av de två händelserna livets uppkomst och den mänskliga kulturens uppkomst:

I. Materien. (universum)

II. Livet.

III. Mänskliga individer. Mänsklig aktivitet.

Genom att införa underavdelningar av dessa grundkategorier utarbetade Wåhlin ett system som sträckte sig från ren matematik till konst och litteratur. Från 60‑talet till 80‑talet lade Wåhlin fram sina förslag om ett begreppssystem, dels i den allmänna debatten via tidningsartiklar, dels i böcker och tidskriftsartiklar. Han var medlem av Kommittén för klassifikationsforskning (Committee on Classification Research) inom Internationella federationen för dokumentation.

## Tillämpning av Wåhlins principer
Wåhlin tillämpade sina principer i ett antal verk, särskilt inom byggnadsfacket. Hans system är inte särskilt ofta citerat i biblioteksvetenskaplig litteratur. Större publikt genomslag fick Wåhlin med Fakta: Koncentrerad kunskapsbok i sju band, som är det största systematiskt ordnade svenska uppslagsverket under efterkrigstiden,  och i stort sett är ordnat efter hans system. Han föreslog till regeringen att den systematiska principen skulle följas vid utgivandet av nästa stora svenskspråkiga uppslagsverk, som skulle behöva statligt stöd. Så skedde inte, då Uppslagsverkskommittén förordade den alfabetiska principen, vilket ledde till Nationalencyklopedin.